# Xiphidiopsis divida
Xiphidiopsis divida är en insektsart som beskrevs av Shi, F-m. och Z. Zheng 1995. Xiphidiopsis divida ingår i släktet Xiphidiopsis och familjen vårtbitare. Inga underarter finns listade i Catalogue of Life.